# Plaça Major de Castellfollit de Riubregós
La Plaça Major de Castellfollit de Riubregós és una plaça de Castellfollit de Riubregós (Anoia) inclosa a l'Inventari del Patrimoni Arquitectònic de Catalunya.

## Descripció
La plaça té pòrtics que envolten l'estructura del nucli de tortuosos i estrets carrers que menem a la plaça. Les voltes se sustenten sobre grans pilars construïts amb carreus de pedra recolzats sobre una base quadrangular. La plaça pren una forma triangular a causa dels edificis que la configuren al seu voltant.